# Actinote laverna
Actinote laverna är en fjärilsart som beskrevs av Doubleday 1847. Actinote laverna ingår i släktet Actinote och familjen praktfjärilar. Inga underarter finns listade i Catalogue of Life.